# Scherma in Francia

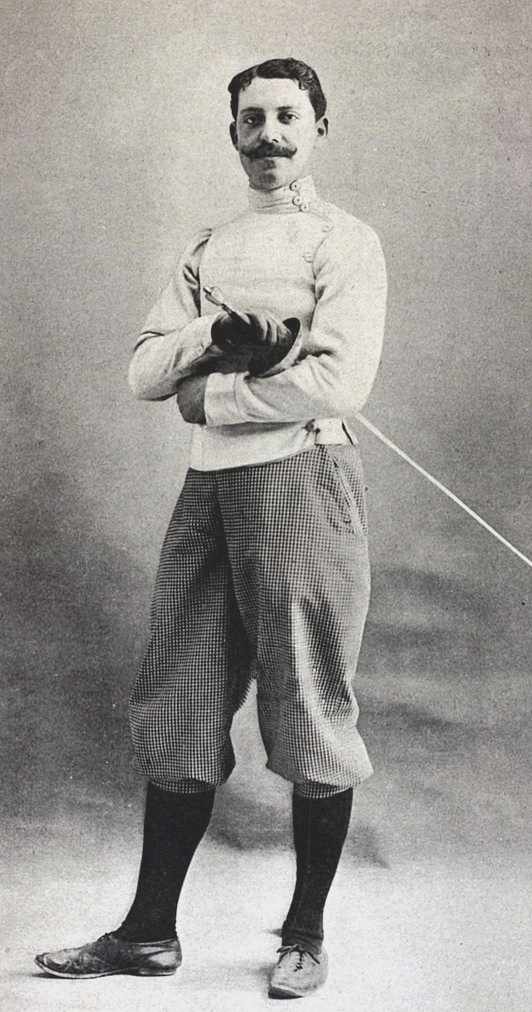
Albert Ayat, vincitore di tre medaglie d'oro Giochi olimpici di

La scherma è lo sport che in assoluto ha portato alla Francia il maggior numero di medaglie ai Giochi olimpici.

## Medaglie ai Giochi olimpici
Con 41 medaglie d'oro la Francia è al 2º posto assoluto nel medagliere di questo sport ai Giochi olimpici, dopo l'Italia che di medaglie d'oro ne ha conquistate 45.
| Pos. | Sport   |    |    |    | Totale |
| ---- | ------- | -- | -- | -- | ------ |
| 2    | Scherma | 44 | 43 | 36 | 123    |

### Atleti più medagliati
| #  | Atleta             | Nazione |   |   |   | Totale |
| -- | ------------------ | ------- | - | - | - | ------ |
| 5  | Philippe Cattiau   | Francia | 3 | 4 | 1 | 8      |
| 6  | Roger Ducret       | Francia | 3 | 4 | 1 | 8      |
| 14 | Lucien Gaudin      | Francia | 4 | 2 | 0 | 6      |
| 15 | Christian d'Oriola | Francia | 4 | 2 | 0 | 6      |
| 20 | Géo Buchard        | Francia | 2 | 3 | 1 | 6      |
| 21 | Philippe Riboud    | Francia | 2 | 2 | 2 | 6      |
| 22 | Eric Srecki        | Francia | 2 | 1 | 1 | 4      |

### Lista completa medaglie
| Edizione               | Oro | Argento | Bronzo |
| ---------------------- | --- | --- | --- |
| Atene 1896             | Fioretto individuale: Eugène Gravelotte | Fioretto individuale: Henri Callot Fioretto maestri: Joanni Perronnet | - |
| Parigi 1900            | Fioretto individuale: Émile Coste Fioretto maestri: Lucien Mérignac Spada maestri: Albert Ayat Spada maestri e dilettanti: Albert Ayat Sciabola individuale: Georges de la Falaise | Fioretto individuale: Henri Masson Fioretto maestri: Alphonse Kirchhoffer Spada individuale: Louis Perrée Spada maestri: Gilbert Bougnol Sciabola individuale: Léon Thiébaut | Fioretto individuale: Marcel Boulenger Fioretto maestri: Jean-Baptiste Mimiague Spada individuale: Léon Sée Spada maestri: Henri Laurent Spada maestri e dilettanti: Léon Sée                                                                                |
| Saint Louis 1904       | - | - | - |
| Londra 1908            | Spada individuale: Gaston Alibert Spada a squadre: Gaston Alibert, Herman Georges Berger, Charles Collignon, Bernard Gravier, Alexandre Lippmann, Eugène Olivier, Jean Stern | Spada individuale: Alexandre Lippmann | Spada individuale: Eugène Olivier |
| Anversa 1920           | - Spada : Armand Massard | - Fioretto : Philippe Cattiau - Fioretto a squadre : Gaston Amson, Lionel Bony de Castellane, Philippe Cattiau, Roger Ducret, Lucien Gaudin, André Labattut, Marcel Perrot, Georges Trombert - Spada : Alexandre Lippman - Sciabola a squadre : Henri de Saint-Germain, Jean Lacroix, Jean Margraff, Marc Perrodon, Georges Trombert, Jean Mondielli | - Fioretto : Roger Ducret - Spada : Georges Buchard - Spada hommes a squadre : Gaston Amson, Georges Buchard, Georges Casanova, Alexandre Lippman, Armand Massard, Émile Moreau, Georges Trombert                                                            |
| Parigi 1924            | - Fioretto : Roger Ducret - Fioretto a squadre : Philippe Cattiau, Jacques Coutrot, Guy de Luget, Roger Ducret, Lucien Gaudin, Henri Jobier, André Labattut, Joseph Péroteaux - Spada a squadre : Georges Buchard, Roger Ducret, Lucien Gaudin, André Labattut, Lionel Liottel, Alexandre Lippman, Georges Tainturier                                                             | - Fioretto : Philippe Cattiau | - Spada : Roger Ducret - Sciabola : Roger Ducret |
| Amsterdam 1928         | - Fioretto : Lucien Gaudin - Spada : Lucien Gaudin | - Fioretto a squadre : Philippe Cattiau, Roger Ducret, Raymond Flacher, André Gaboriaud, Lucien Gaudin, André Labattut - Spada : Georges Blanchard - Spada a squadre : Gaston Amson, René Barbier, Georges Buchard, Emile Cornic, Armand Massard, Bernard Schmetz                                                                                    | |
| Los Angeles 1932       | - Fioretto a squadre : René Bondoux, René Bougnol, Philippe Cattiau, Édward Gardère, René Lemoine, Jean Piot - Spada a squadre : Georges Buchard, Philippe Cattiau, Fernand Jourdant, Jean Piot, Bernard Schmetz, Georges Tainturier | - Spada : Georges Buchard | |
| Berlino 1936           | - Fioretto : Édward Gardère - Fioretto a squadre : René Bondoux, René Bougnol, Jacques Coutrot, André Gardère, Édward Gardère, René Lemoine | - Spada a squadre : Georges Buchard, Philippe Cattiau, Henri Dulieux, Michel Pécheux, Bernard Schmetz, Paul Wormser | |
| Londra 1948            | - Fioretto : Jehan Buhan - Fioretto a squadre : André Bonin, René Bougnol, Jehan Buhan, Jacques Lataste, Christian d'Oriola, Adrien Rommel - Spada a squadre : Edouard Artigas, Marcel Desprets, Henri Guérin, Maurice Huet, Henri Lepage, Michel Pécheux | - Fioretto : Christian d'Oriola | |
| Helsinki 1952          | - Fioretto : Christian d'Oriola - Fioretto a squadre : Jehan Buhan, Christian d'Oriola, Jacques Lataste, Claude Netter, Jacques Noël, Adrien Rommel | - Sciabola a squadre : Jean Laroyenne, Jacques Lefèvre, Jacques Levavasseur, Bernard Morel, Maurice Piot, Jean-François Tournon | |
| Melbourne 1956         | - Fioretto : Christian d'Oriola | - Fioretto a squadre : Bernard Baudoux, Roger Closset, René Coicaud, Christian d'Oriola, Jacques Lataste, Claude Netter | - Fioretto dames : Renée Garilhe - Spada a squadre : Daniel Dagallier, Yves Dreyfus, Armand Mouyal, Claude Nigon, René Queyroux |
| Tokyo 1964             | - Fioretto : Jean-Claude Magnan - Sciabola : Claude Arabo | - Fioretto : Daniel Revenu - Fioretto a squadre : Jacky Courtillat, Jean-Claude Magnan, Christian Noël, Daniel Revenu, Pierre Rodocanachi, - Spada a squadre : Claude Bourquard, Claude et Jacques Brodin, Yves Dreyfus, Jacques Guittet | |
| Città del Messico 1968 | - Fioretto a squadre : Gilles Berolatti, | Jacques Dimont, Jean-Claude Magnan, Christian Noël, Daniel Revenu | - Fioretto : Daniel Revenu |
| Monaco di Baviera 1972 | - Spada : Jacques Ladegaillerie | - Fioretto : Christian Noël - Fioretto a squadre : Gilles Berolatti, Jean-Claude Magnan, Christian Noël, Daniel Revenu, Bernard Talvard | |
| Montréal 1976          | - Fioretto dames a squadre : Brigitte Gapais-Dumont, Claudie Josland, Brigitte Latrille, Christine Muzio, Véronique Trinquet | - Fioretto : Bernard Talvard - Fioretto a squadre : Didier Flament, Christian Noël, Frédéric Pietruszka, Daniel Revenu, Bernard Talvard | |
| Mosca 1980             | - Fioretto dames : Pascale Trinquet - Fioretto dames a squadre : Isabelle Bégard, Véronique Brouquier, Brigitte Latrille-Gaudin, Christine Muzio, Pascale Trinquet - Fioretto a squadre : Philippe Bonnin, Bruno Boscherie, Didier Flament, Pascal Jolyot, Frédéric Pietruszka - Spada a squadre : Philippe Boisse, Hubert Gardas, Patrick Picot, Philippe Riboud, Michel Salesse | - Fioretto : Pascal Jolyot | - Spada : Philippe Riboud |
| Los Angeles 1984       | - Spada : Philippe Boisse - Sciabola : Jean-François Lamour | - Spada a squadre : Philippe Boisse, Jean-Michel Henry, Olivier Lenglet, Philippe Riboud, Michel Salesse - Sciabola a squadre : Philippe Delrieu, Franck Ducheix, Hervé Granger-Veyron, Pierre Guichot, Jean-François Lamour | - Fioretto dames a squadre : Véronique Brouquier, Brigitte Latrille-Gaudin, Anne Meygret, Laurence Modaine, Pascale Trinquet - Fioretto a squadre : Marc Cerboni, Patrick Groc, Pascal Jolyot, Philippe Omnès, Frédéric Pietruszka - Spada : Philippe Riboud |
| Seul 1988              | - Sciabola : Jean-François Lamour - Spada a squadre : Jean-Michel Henry, Olivier Lenglet, Philippe Riboud, Eric Srecki, Frédéric Delpla | - Spada : Philippe Riboud | |
| Barcellona 1992        | - Fioretto : Philippe Omnès - Spada : Eric Srecki | - Spada : Jean-Michel Henry - Sciabola : Jean-François Lamour - Sciabola a squadre : Jean-Philippe Daurelle, Franck Ducheix, Hervé Granger-Veyron, Pierre Guichot, Jean-François Lamour | |
| Atlanta 1996           | - Spada dames : Laura Flessel - Spada dames a squadre : Laura Flessel, Valérie Barlois, Sophie Moressée-Pichot | - Fioretto : Lionel Plumenail - Spada dames : Valérie Barlois | - Fioretto : Franck Boidin - Sciabola : Damien Touya - Spada a squadre : Jean-Michel Henry, Robert Leroux, Eric Srecki |
| Sydney 2000            | - Fioretto a squadre : Jean-Noël Ferrari, Brice Guyart, Lionel Plumenail, Patrice Lhotellier | - Spada : Hugues Obry - Sciabola : Matthieu Gourdain - Spada a squadre : Hugues Obry, Eric Srecki, Jean-François Di Martino - Sciabola a squadre : Damien Touya, Julien Pillet, Matthieu Gourdain, Cédric Seguin | - Spada dames : Laura Flessel |
| Atene 2004             | - Fioretto : Brice Guyart - Spada a squadre : Érik Boisse, Jérôme Jeannet, Fabrice Jeannet, Hugues Obry - Sciabola a squadre : Damien Touya, Gaël Touya, Julien Pillet, Boris Sanson | - Spada : Laura Flessel | - Spada dames : Maureen Nisima - Spada dames a squadre : Laura Flessel, Maureen Nisima, Hajnalka Kiraly-Picot, Sarah Daninthe |
| Pechino 2008           | - Sciabola a squadre : Nicolas Lopez, Julien Pillet, Boris Sanson - Spada a squadre : Fabrice Jeannet, Jérôme Jeannet, Ulrich Robeiri | - Sciabola : Nicolas Lopez - Spada : Fabrice Jeannet | |